# Brygada specjalna
Brygada specjalna lub Inspektor w spódnicy (oryg. tytuł Ba wong fa) – hongkoński film akcji z 1988 roku w reżyserii Jackiego Chana.
W 1989 roku podczas 8. edycji Hong Kong Film Award Sandra Ng została nominowana do nagrody Hong Kong Film Award w kategorii Best New Performer.

## Obsada
Źródło: Filmweb

- Bill Tung – Tung
- Cynthia Rothrock – Madam Lo
- Sibelle Hu – Madam Hu
- Alex To
- Shing Fui-On – Robber
- Sandra Ng – Amy
- Mars – członek Tiger Squad
- Ann Bridgewater – Karen
- Anthony Carpio
- Dennis Chan – Club Manager
- Ellen Chan – Jean
- Joanna Chan
- Vanessa Chan
- Michael Chow – Peter
- Jeffrey Falcon – Robber
- Stanley Fung
- Kara Hui – May
- Ricky Hui – Cook
- Jeff
- Regina Kent – Ailene
- Candy Lai
- Billy Lau – najlepszy członek Tiger Squad
- Ken Lo